# Ijiraq (měsíc)
Ijiraq (vyslovováno /ˈiː.ɨrɑːk/ EE-yə-rahk nebo /ˈiːdʒɨrɑːk/ EE-jə-rahk) je malý Saturnův měsíc. Objeven byl v roce 2000 vědeckým týmem, jehož členy jsou Brett J. Gladman, John J. Kavelaars a další. Po svém objevu dostal dočasné označení S/2000 S 6. V roce 2003 dostal jméno po tvorovi Inuitské mytologie Ijiraqovi. Je členem skupiny Saturnových měsíců nazvaných Inuité. Dalším jeho názvem je Saturn XXII.

## Oběžná dráha

Diagram znázorňující oběžnou dráhu měsíce Ijiraq ve vztahu k ostatním nepravidelným satelitům Saturnu. Excentricitu dráhy představuje žlutá čára vyjadřující vzdálenost od pericentra k apocentru. Skupina Inuitů (modře) a skupina Galů (červeně).

Ijiraq obíhá Saturn po prográdní dráze v průměrné vzdálenosti 11,1 milionů kilometrů. Oběžná doba je 451 dní. Orbita je velmi podobná oběžné dráze dalšího Saturnova měsíce nazvaného Kiviuq.
U měsíce Ijiraq se předpokládá, že obíhá v Kozaiově rezonanci, tedy u jeho oběžné dráhy se cyklicky zmenšuje inklinace při současném zvětšování excentricity a naopak.

## Jméno Ijiraq
Jméno Ijiraq navrhl pro tento měsíc astronom McMasterovy University Kavelaars. Snažil se najít nějaké jméno, které by bylo multikulturní a kanadské (skupina, která tento měsíc objevila se skládala z Kanaďanů, Norů, a Islanďanů).
V březnu 2001 četl svým dětem inuitský příběh, kde vystupoval Ijiraq, který si zde hrál na schovávanou. Měsíce patřící do skupiny Inuitů se také schovávají, protože je obtížné je najít.
Po získání povolení použít toto jméno od autora příběhu Michaela Kusugaka a schválení jména Mezinárodní astronomickou unií získal Ijiraq své definitivní jméno.
Později Kavelaars navrhl také jméno pro Saturnův měsíc Kiviuq.